# Brachychampsa
Brachychampsa es un género extinto de aligatoroide. Ejemplares suyos han sido encontrados en Nuevo México, Colorado, Wyoming, Montana, Dakota del Norte y Dakota del Sur, Nueva Jersey y Saskatchewan. Un espécimen fue encontrado en la formación Darbasa de Kazajistán, aunque el estatus de especie es indeterminado para este fósil. El género apareció primero a fines de la época del Campaniense del Cretácico Superior (piso geológico Juditiano de Norteamérica) y se extinguió a principios del Daniense en el período Paleoceno (época del Puercano), unos cuantos millones de años después de la Extinción masiva del Cretácico-Terciario. Brachychampsa se distingue por el alargado cuarto diente maxilar en la mandíbula superior.

## Clasificación

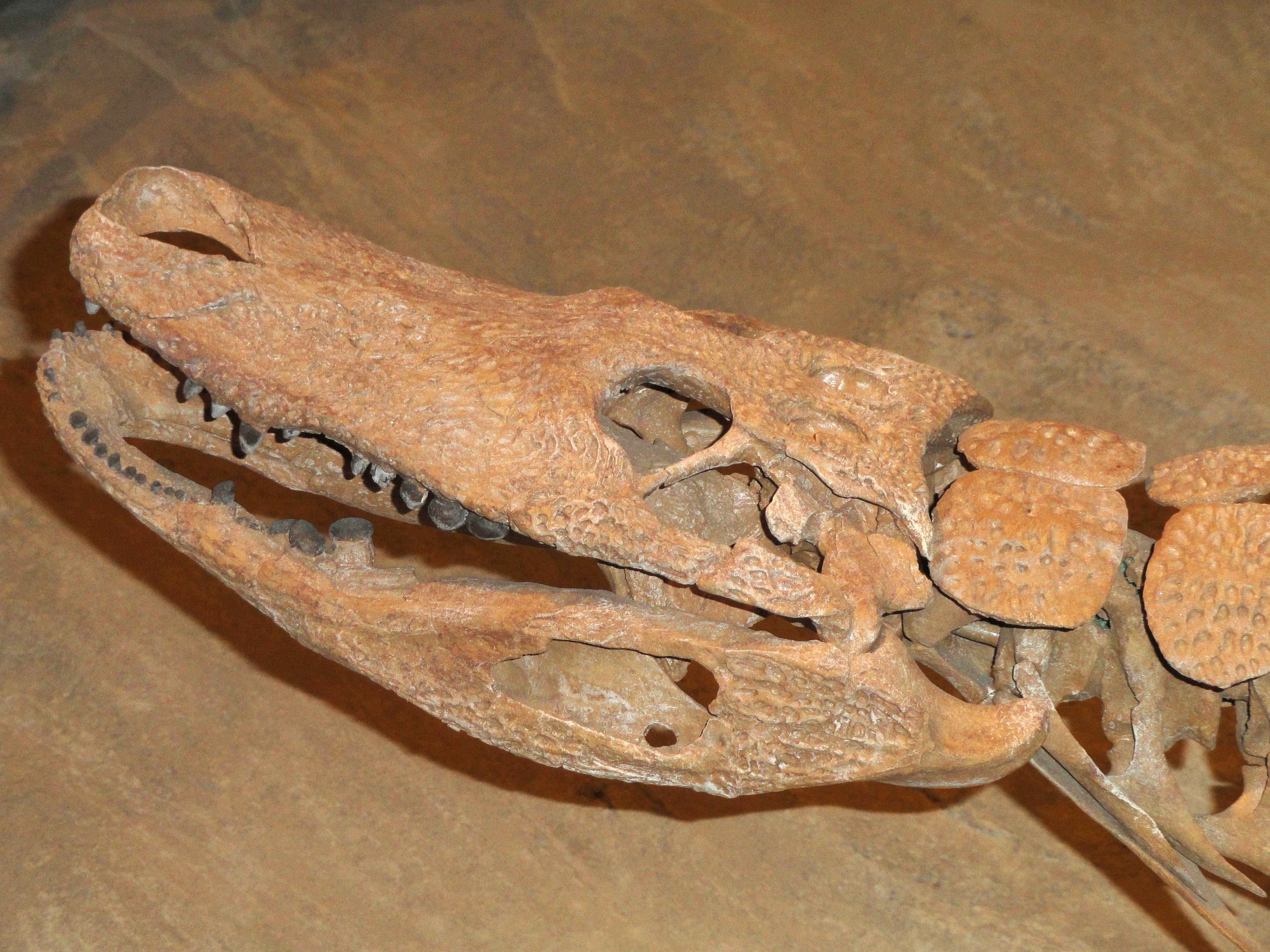
Detalle del cráneo.

La posición de Brachychampsa dentro de la superfamilia Alligatoroidea ha estado bajo varias revisiones desde que fue nombrado originalmente. Al principio fue situado en la familia moderna Alligatoridae, y luego incluido en la subfamilia Alligatorinae en 1964, solo para ser más tarde colocado afuera tanto de Alligatorinae como de Alligatoridae (pero aún dentro de Alligatoroidea) en 1994.

## Especies

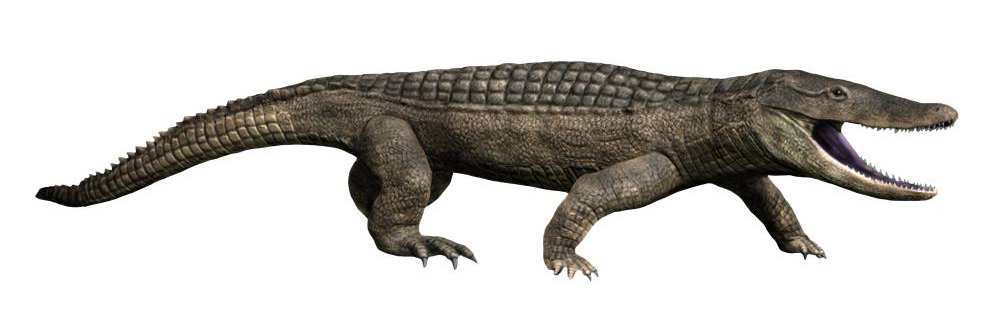
Recreación en vida de Brachychampsa montana.

La especie tipo de Brachychampsa es B. montana, descubierto en la formación Hell Creek de Montana y descrito por Charles W. Gilmore en un artículo en 1911. En el mismo artículo, Gilmore recombinó a Bottosaurus perrugosus como una nueva especie de Brachychampsa, llamada B. perrugosus. El espécimen del holotipo de B. perrugosus se perdió cuando el artículo fue escrito, pero fue más tarde redescubierto y poco después designado como un nomen dubium debido a la carencia de características diagnósticas que los distingan de otros aligatóridos descubiertos desde que el artículo fue publicado. Otra especie del Miembro Allison de la formación Menefee de la Cuenca San Juan, B. sealeyi, fue descubierto en 1996, pero más tarde se argumentó que era un sinónimo más moderno de B. montana ya que se trataría de un ejemplar inmaduro de esta última especie. Sin embargo, otros estudios afirmaron que algunas de las variaciones vistas entre ambas especies, como la orientación de la hilera dental maxilar, puede no ser debido a ontogenia, lo que haría a B. sealeyi un taxón válido.